# Мемориал голоду в Ирландии
Мемориал голоду в Ирландии (англ. Irish Hunger Memorial) — мемориал в боро Манхэттен, Нью-Йорк.
Мемориал воздвигнут на Норт-Энд-авеню между Визи- и Баркли-стрит в память о Великом голоде в Ирландии 1845—1852 годов, во время которого погибло около миллиона ирландцев. Строительство мемориала было начато 15 марта 2001 года. В разработке его дизайна и постройке приняли участие художник Брайан Толл, компания 1100: Architect, ландшафтный архитектор Гейл Уитвер-Лэрд и историк Морин О’Рурк.
Площадь мемориала составляет четверть акра. Согласно принятому Британским парламентом в 1847 году указу, крестьянам, чьи земельные участки превышали указанную площадь, отказывалось в пособии. Мемориал выполнен в виде реплики типичного ирландского косогора. Во флористическом оформлении использовано 62 растения (таких как наперстянка или утёсник обыкновенный), характерных для ирландского графства Мейо. Стены в верхней части мемориала сложены из камней дома, построенного в том же графстве Мейо в 1820 году. У стен отсутствует крыша, как и у домов многих ирландцев в голодные годы, вынужденных таким образом показать властям свою нищету и получить шанс на пособие. На склоне верхней части расположено 32 камня — по одному из каждого графства Ирландии. Нижняя часть мемориала и окружающая его площадь выложена известняком из графства Килкенни и стеклом. Стены нижней части покрыты цитатами современников, описывающими ужасы происходящей катастрофы:

Я насчитал не менее 300 истощённых человек в разных стадиях лихорадки, голода и наготы… Многие из них были слишком слабы, чтобы устоять на ногах, и лежали на сырой земле; иные припадали к дёрну, чтобы прикрыть оголённые конечности.
Оригинальный текст (англ.)I counted as many as 300 emaciated people in various stages of fever, starvation and nakedness… Many, too weak to stand, were lying on the cold ground; others squatting in the bare turf to hide their naked limbs.
К моменту террористических атак 11 сентября мемориал находился на стадии строительства. С момента его открытия 16 июля 2002 года он почитается и как памятник пожарным, полицейским, спасателям и офисным работникам ирландского происхождения, погибшим в результате разрушения башен ВТЦ.

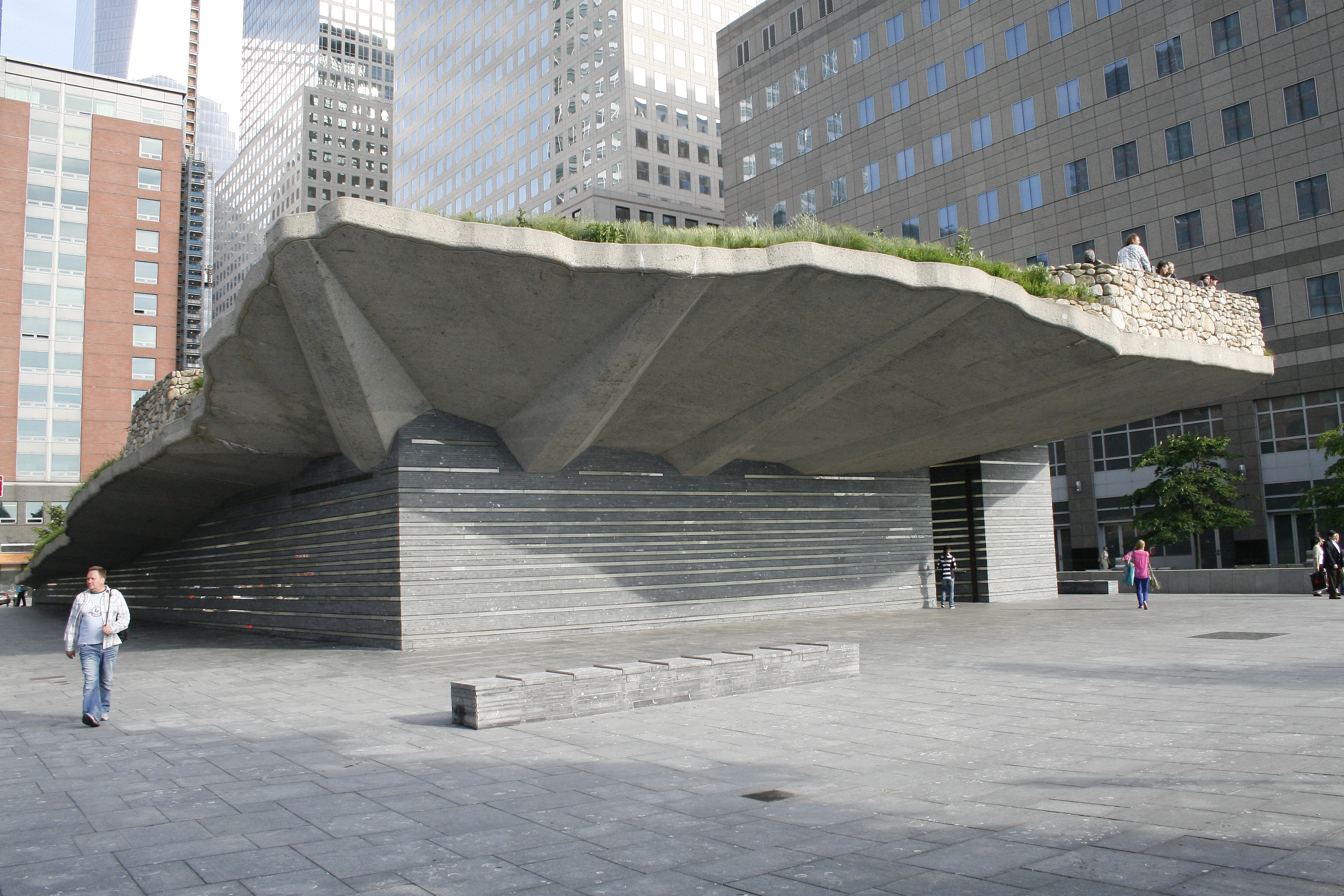
Вид в восточном направлении
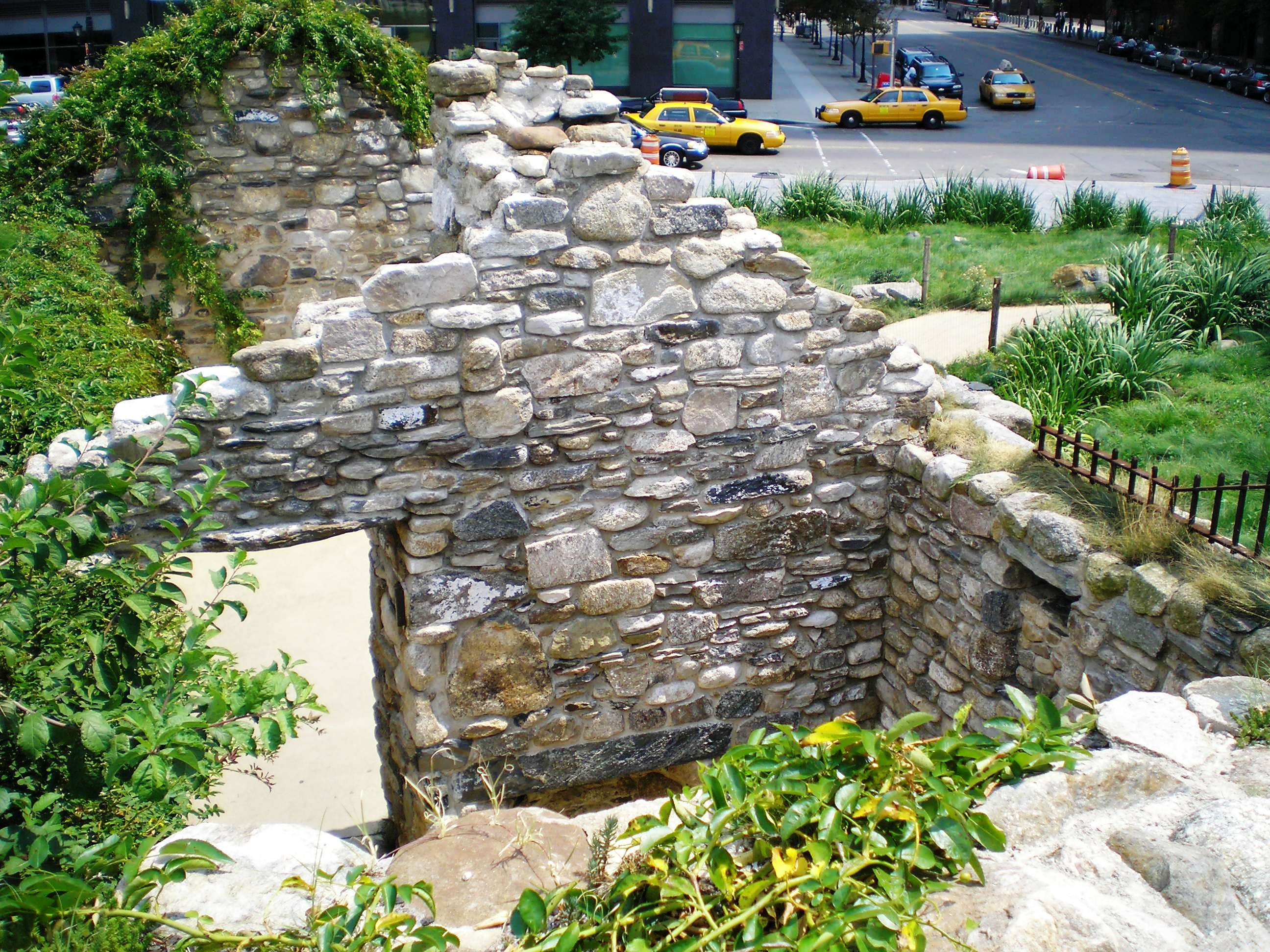
Стены дома из графства Мейо
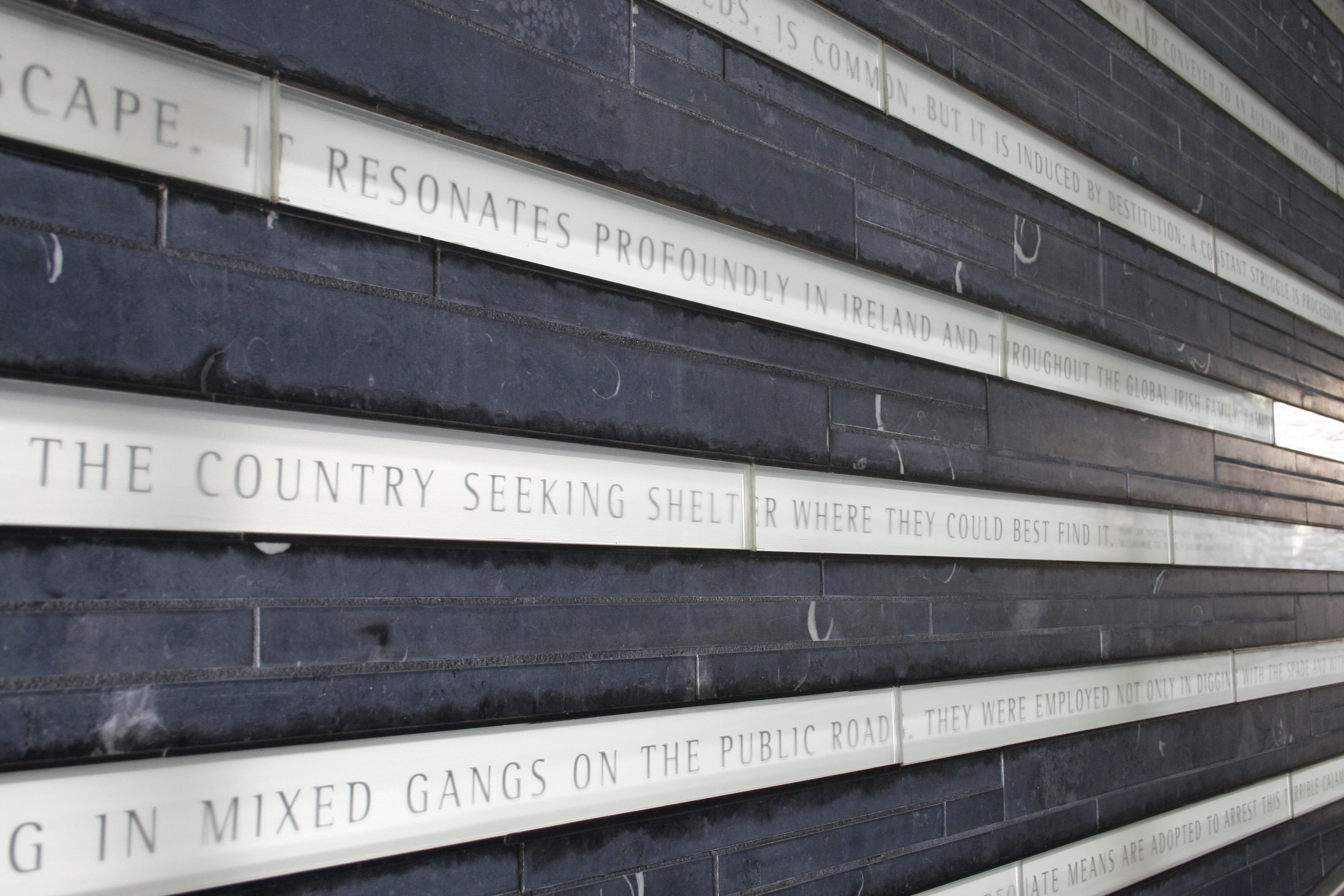
Цитаты в нижней части мемориала